# Palazzo Columbia-Parlamento

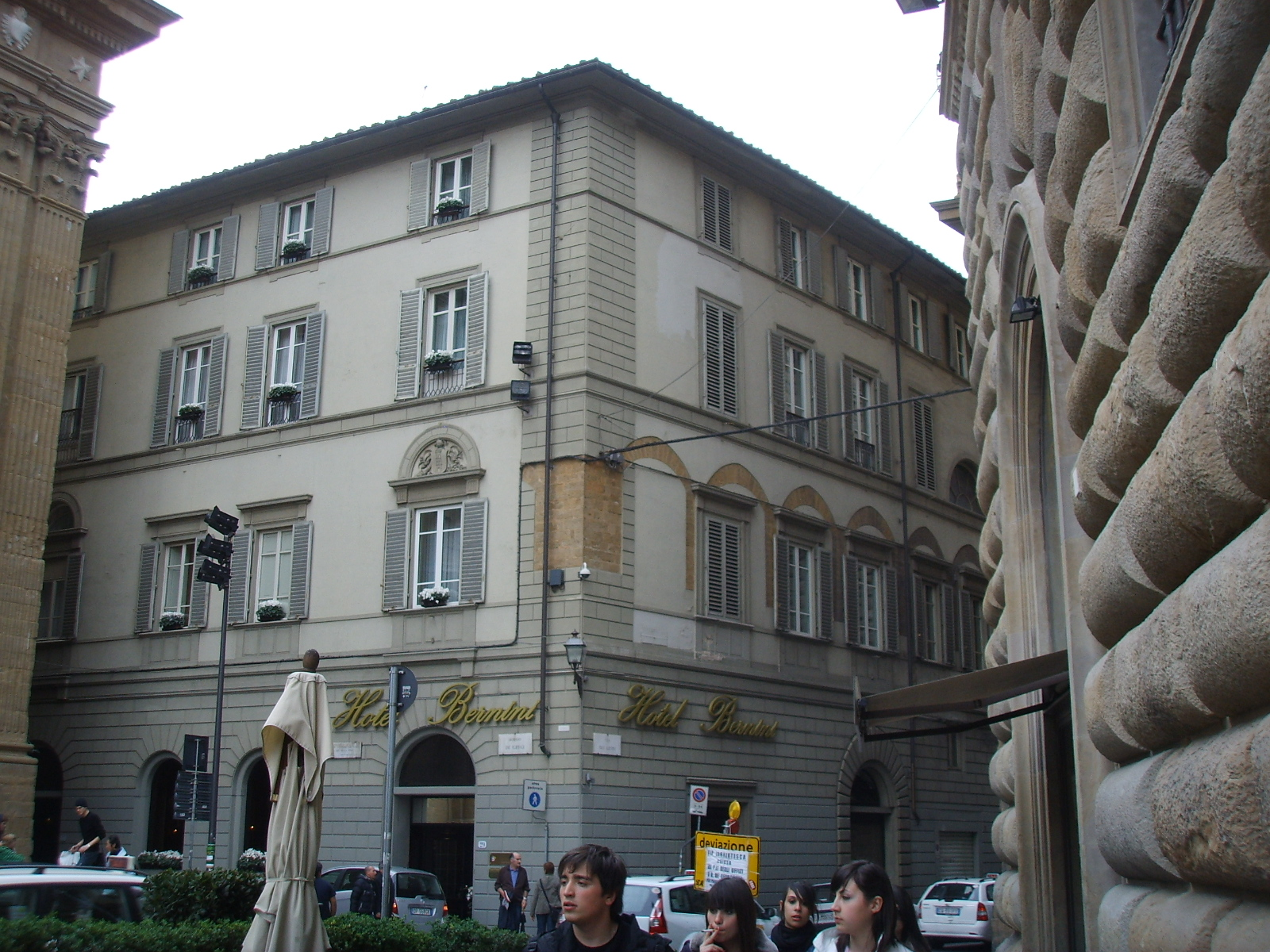
Angle du Palazzo Columbia-Parlamento sur la piazza San Firenze.

Le Palazzo Columbia-Parlamento se situe au sud de la Piazza San Firenze à Florence, à l'angle des via Borgo dei Greci et via dei Leoni.

## Historique
Construit sur les vestiges d'un palais du Quattrocento de l'antique porte Peruzza des fortifications, le palais fut remanié au XIXe siècle en Hotel Columbia-Parlamento quand Florence devint la capitale du nouvel État italien avant que le parlement ne s'installe au Palazzo Vecchio et les sénateurs au Palais Pitti.
Quand Rome devint la capitale définitive, le palais fut transformé en résidence luxueuse et un hôtel quatre étoiles ces dernières années.

## Galerie

Vues des intérieurs.
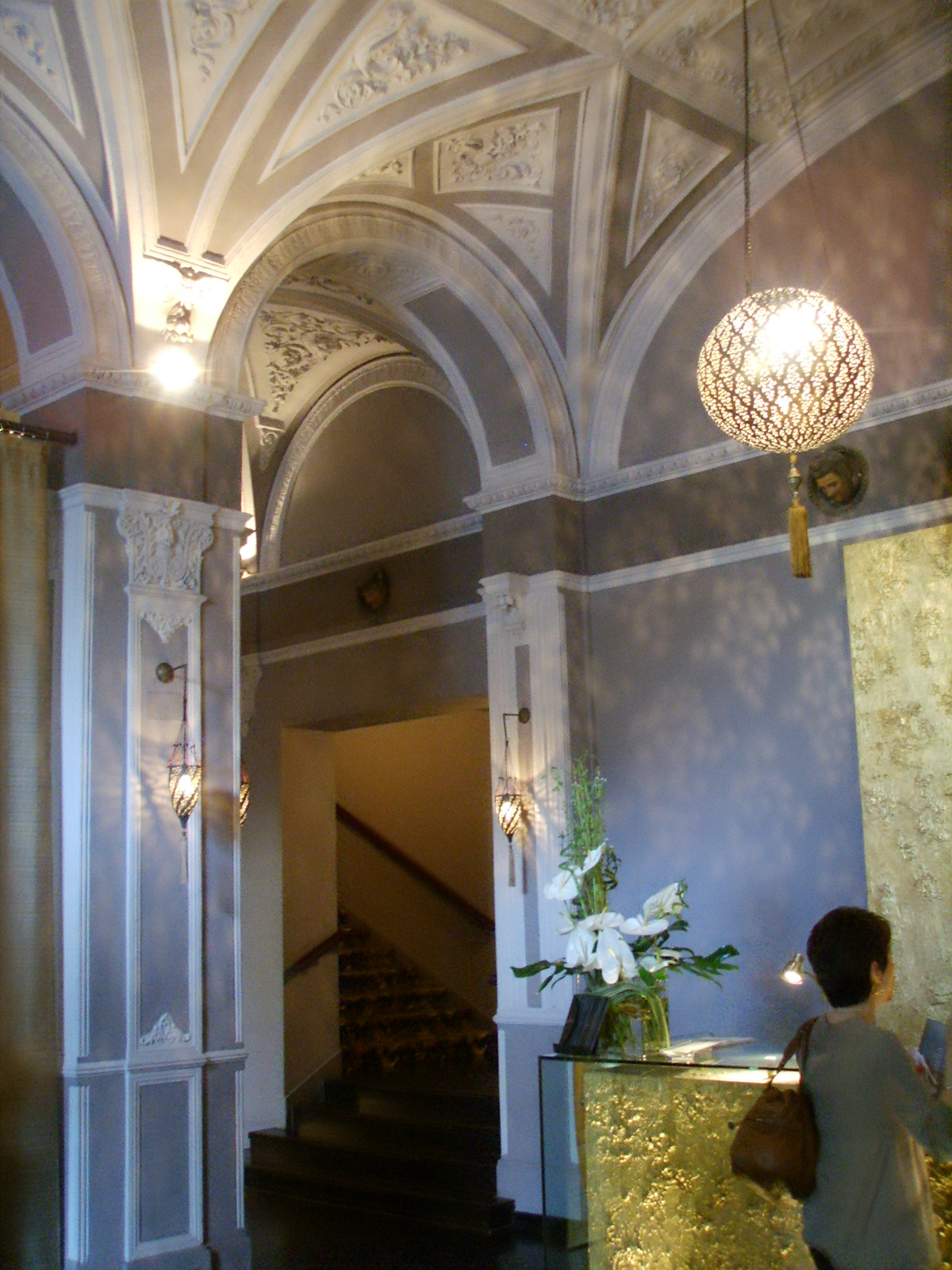
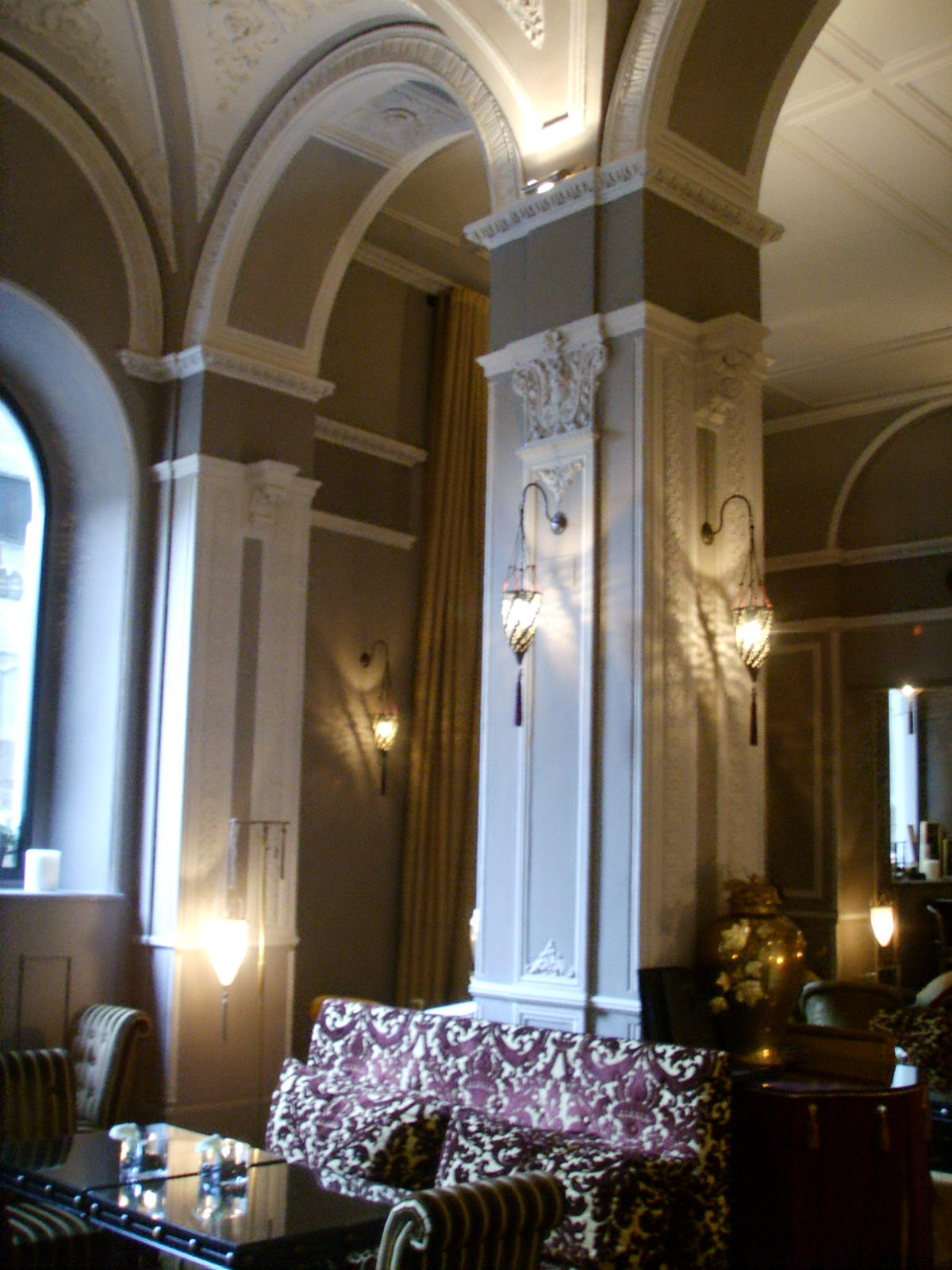
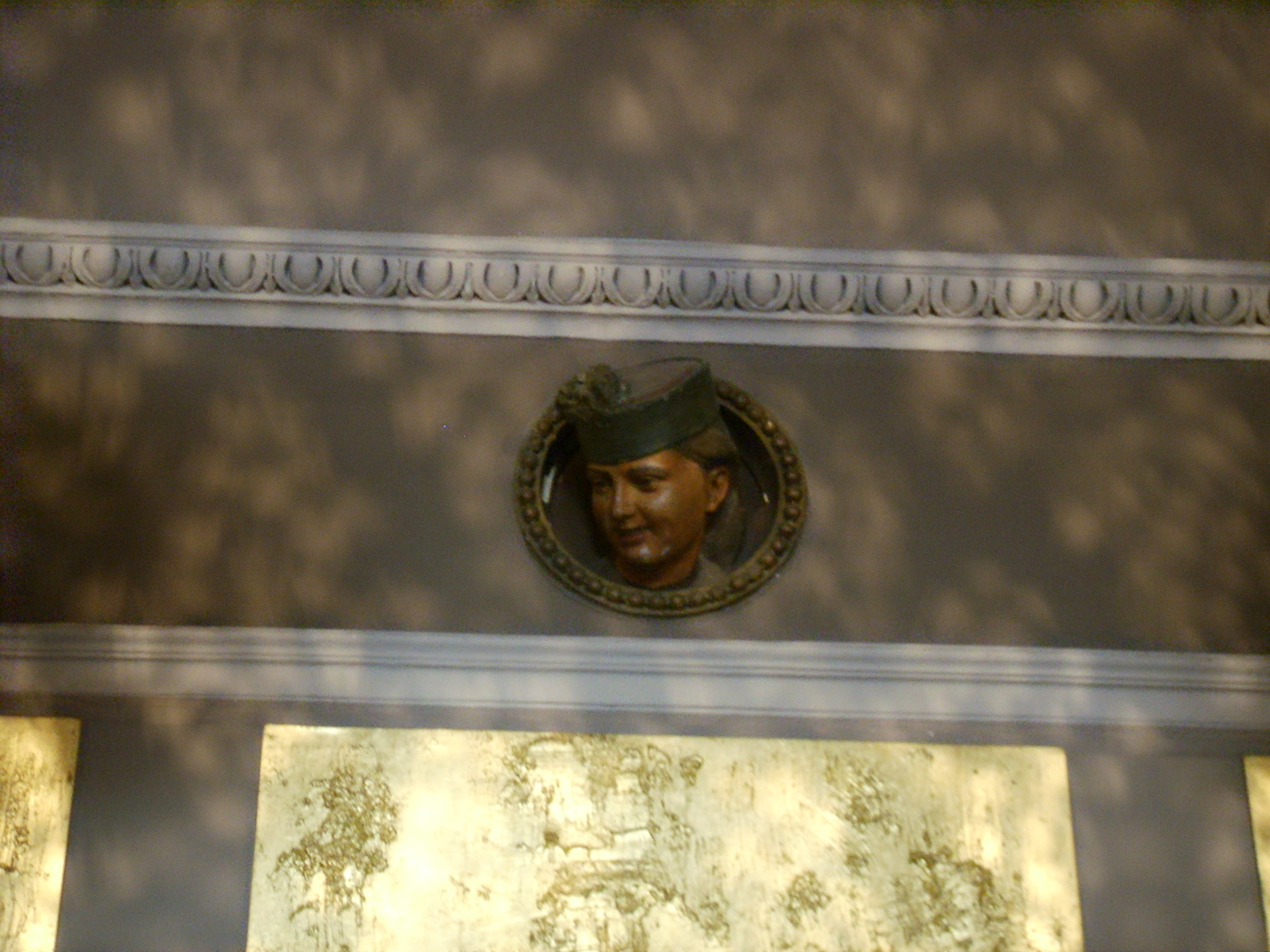